# Conus shikamai
Conus shikamai is een in zee levende slakkensoort uit het geslacht Conus. De slak behoort tot de familie Conidae. Conus shikamai werd in 1985 beschreven door Coomans, Moolenbeek en Wils. Net zoals alle soorten binnen het geslacht Conus zijn deze slakken roofzuchtig en giftig. Ze zijn in staat om mensen te steken en moeten daarom zorgvuldig worden behandeld.